# ريتشارد برادلي
ريتشارد برادلي (بالإنجليزية: Richard Bradley)‏ هو صحفي أمريكي، ولد في 1964.